# Erwin Kostyra
Erwin Kostyra (* 13. August 1953 in Berlin) ist ein deutscher Metallbauunternehmer und Verbandsfunktionär.

## Leben
Erwin Kostyra ist der Sohn des gleichnamigen Berliner Unternehmers Erwin Kostyra sen., der 1951 in Berlin-Mitte eine Bauschlosserei erwarb und daraus das Familienunternehmen Alustahl aufbaute. Er selbst besuchte von 1960 bis 1970 die 9. Polytechnische Oberschule „Rosa Thälmann“ in Berlin-Friedrichshain. Es folgte die Ausbildung zum Diplomingenieur.

### Unternehmerische Tätigkeit
1986 übernahm er den väterlichen Betrieb Alustahl Metallbau E.Kostyra e.K., der vorwiegend auf dem Gebiet der Planung, Modernisierung, Instandhaltung und Inbetriebnahme von Türanlagen, Toren und Fenstern tätig und seit langer Zeit in Berlin-Pankow ansässig ist. Er führt das Familienunternehmen zusammen mit seinen Söhnen. Geschäftsführer der Unternehmergesellschaft Alustahl MeKoTec und der Alustahl Kostyra GmbH ist seit 2013 sein Sohn Daniel (* 1973).
Erwin Kostyra ist auch als öffentlich bestellter und vereidigter Sachverständiger für Metallbau tätig.

### Verbandsfunktionen
Als Interessenvertreter im Bereich des Metallbauhandwerks ist Kostyra seit vielen Jahren Landesinnungsmeister des Landesinnungsverbandes (LIV) Metall Berlin-Brandenburg und Innungsobermeister der Innung für Metall- und Kunststofftechnik Berlin. Im Bundesverbandes Metall (BVM) war er lange Zeit als Vizepräsident für den Fachbereich Berufsbildung im Bundesverband zuständig. Vom 7. November 2013 bis November 2023 war er Präsident des BVM., wonach er bis November 2023 erneut als Vizepräsident im Amt war und daraufhin zum Ehrenpräsidenten ernannt wurde. Seit dem 28. August 2009 ist er auf internationaler Ebene auch als Präsident des Europäischen Metall-Union (EMU) tätig.
Kostyra war ferner viele Jahre Vizepräsident, Arbeitgebervertreter und in weiteren Funktionen bei der Handwerkskammer Berlin tätig, bis er diese im Mai 2024 niederlegte. Seit 2013 ist er Präsidiumsmitglied des Unternehmerverbandes Deutsches Handwerk (UDH), Mitglied des Kuratoriums der Technologiestiftung Berlin und Mitglied im Prüfungs- und Zertifizierungsausschuss des Landesverbands Berlin-Brandenburg des Deutschen Verbandes für Schweißen und verwandte Verfahren (DVS). Bei der Bürgschaftsbank zu Berlin-Brandenburg GmbH (BBB) ist er im Bürgschaftsausschuss Handwerk, und bei der Berliner Gesellschaft für internationale Zusammenarbeit mbH (BGZ) im Aufsichtsrat.